# セバスティアーノ・デプランシュ
セバスティアーノ・デプランシュ（Sebastiano Desplanches, 2003年3月11日 - ）は、イタリア・ノヴァーラ出身のサッカー選手。パレルモFC所属。ポジションはゴールキーパー。

## 経歴

### クラブ
2003年3月11日、イタリア・ピエモンテ州ノヴァーラに生まれた。母はイタリア人である一方、父はリヨン出身のフランス人であるため、姓のDesplanchesもフランスに由来するものとなっている。FCインテルナツィオナーレ・ミラノの下部組織に加入したのち、2014年からは同じミラノに本拠地を置くACミランに加入。ミランで成長していく中で、18歳で迎えた2021-22シーズンにはトップチームのセリエAやUEFAチャンピオンズリーグの試合でのベンチ入りを経験した。
2022年9月1日、セリエCのLRヴィチェンツァに2025年6月までの3年契約で加入した。
2023年1月5日、セリエCのACトレント1921にシーズン終了までの期限付き移籍で加入した。
2023年7月17日、セリエBのパレルモFCに2028年6月までの5年契約で加入した。

### 代表
2023年5月から6月にかけてアルゼンチンで行われた2023 FIFA U-20ワールドカップにU-20イタリア代表の一員として参加。チームは準優勝という成績を残す中で、自身も大会最優秀ゴールキーパーに贈られるゴールデングローブを受賞した。

## タイトル

### 個人
- 2023 FIFA U-20ワールドカップ ゴールデングローブ